# Kia Niro
Kia Niro – hybrydowy samochód osobowy typu crossover klasy kompaktowej produkowany pod południowokoreańską marką Kia od 2016 roku. Od 2022 roku produkowana jest druga generacja modelu.

## Pierwsza generacja

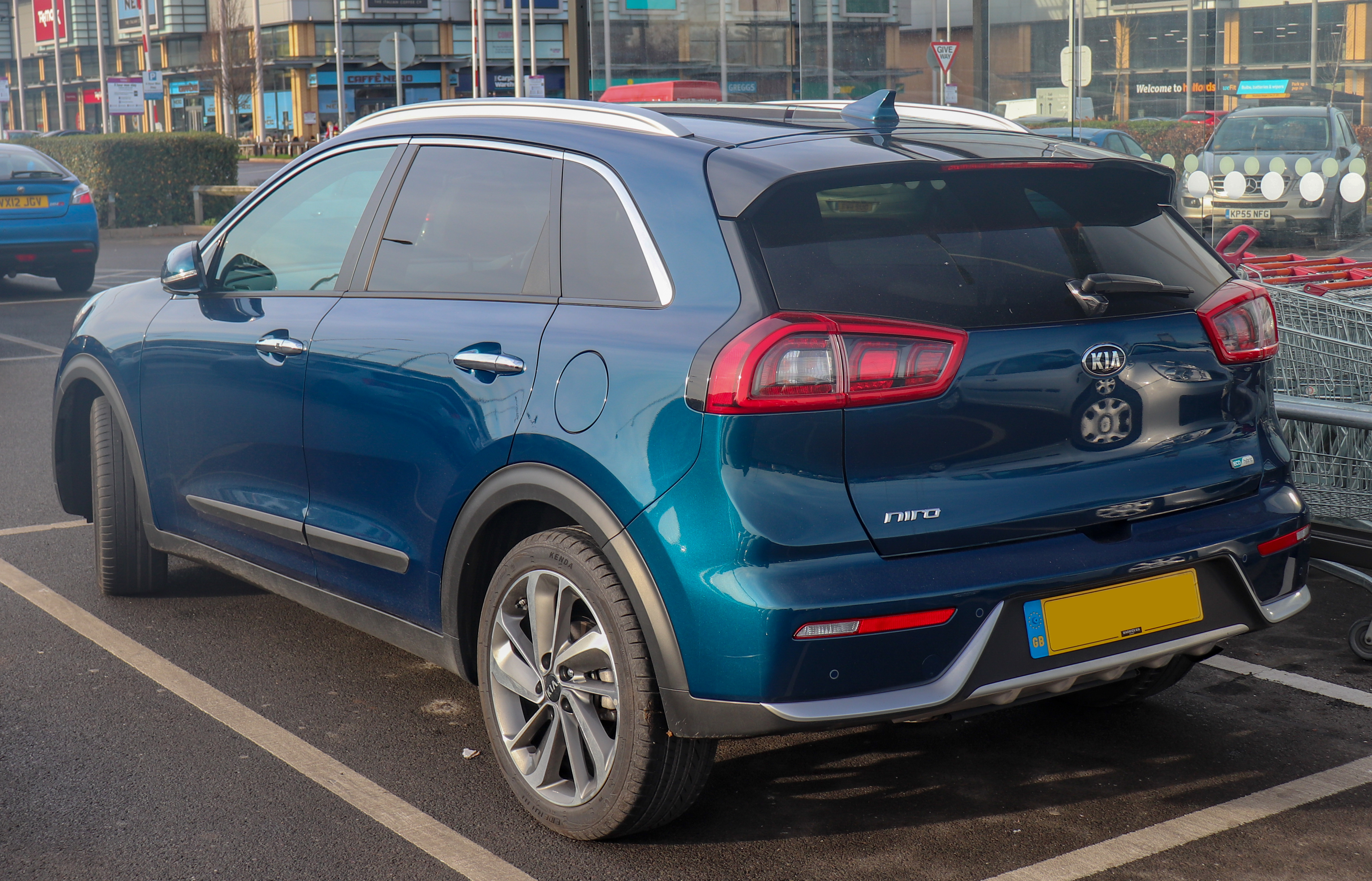
Kia Niro I – tył

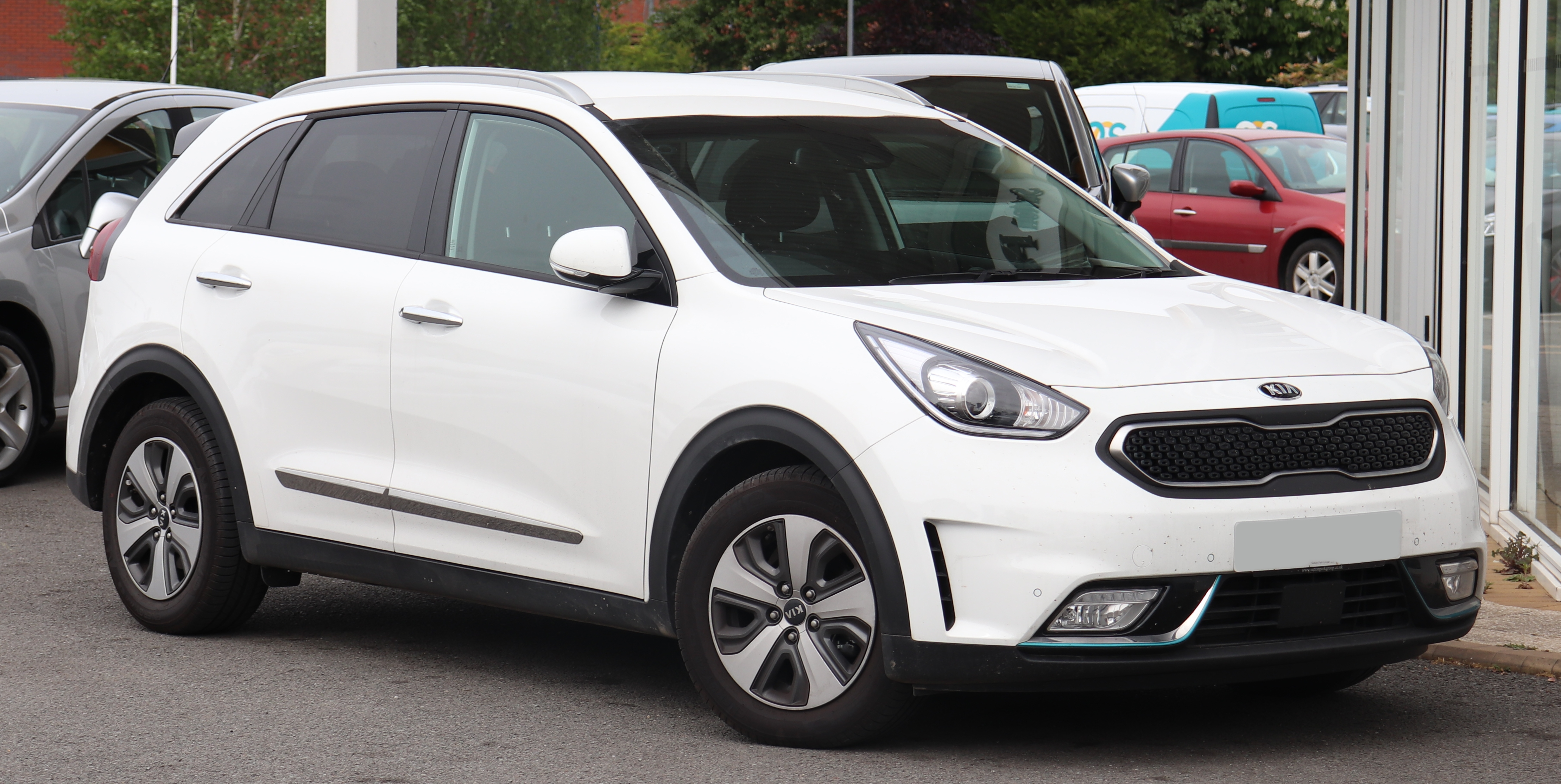
Kia Niro I PHEV

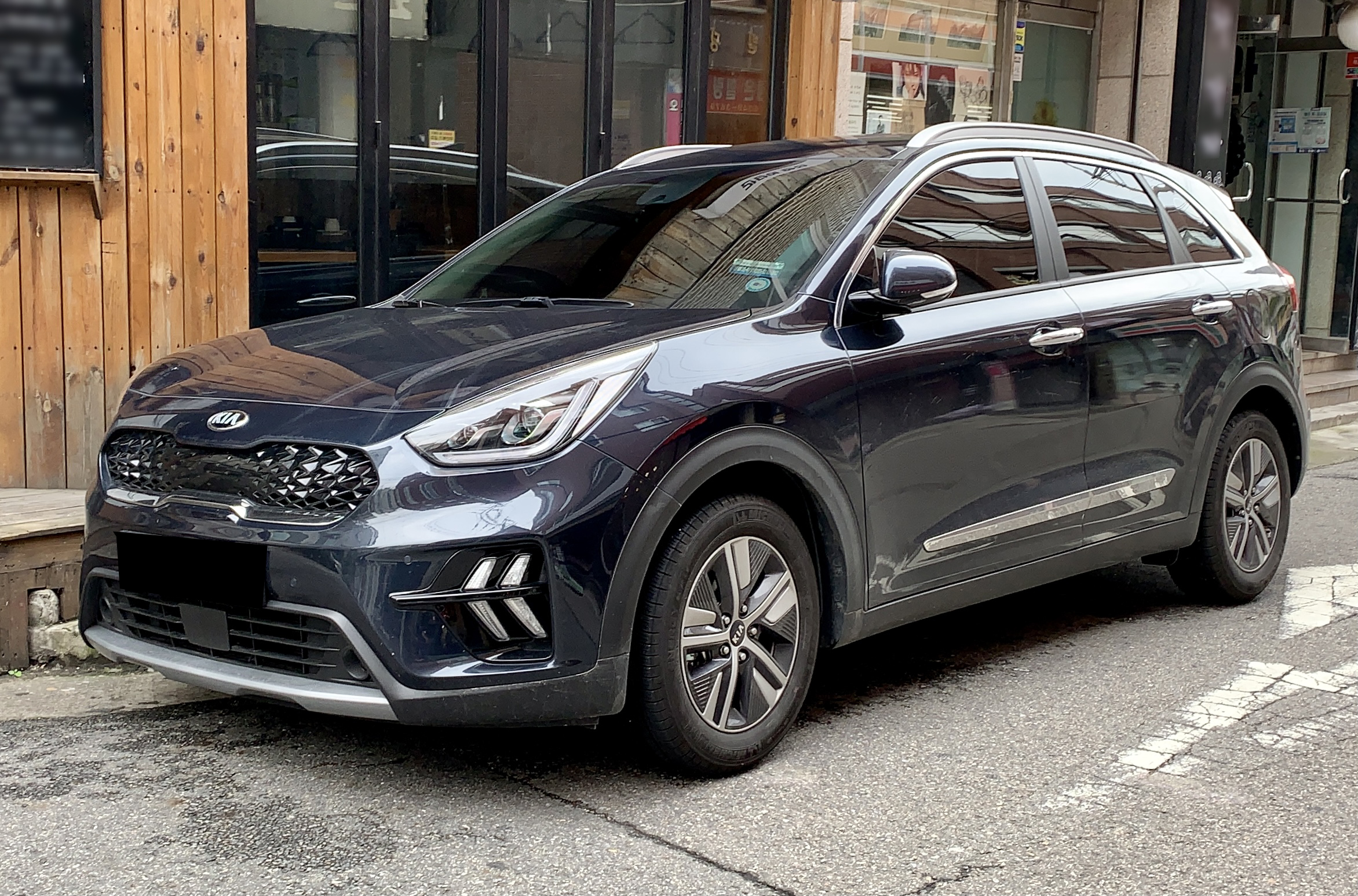
Kia Niro I po liftingu

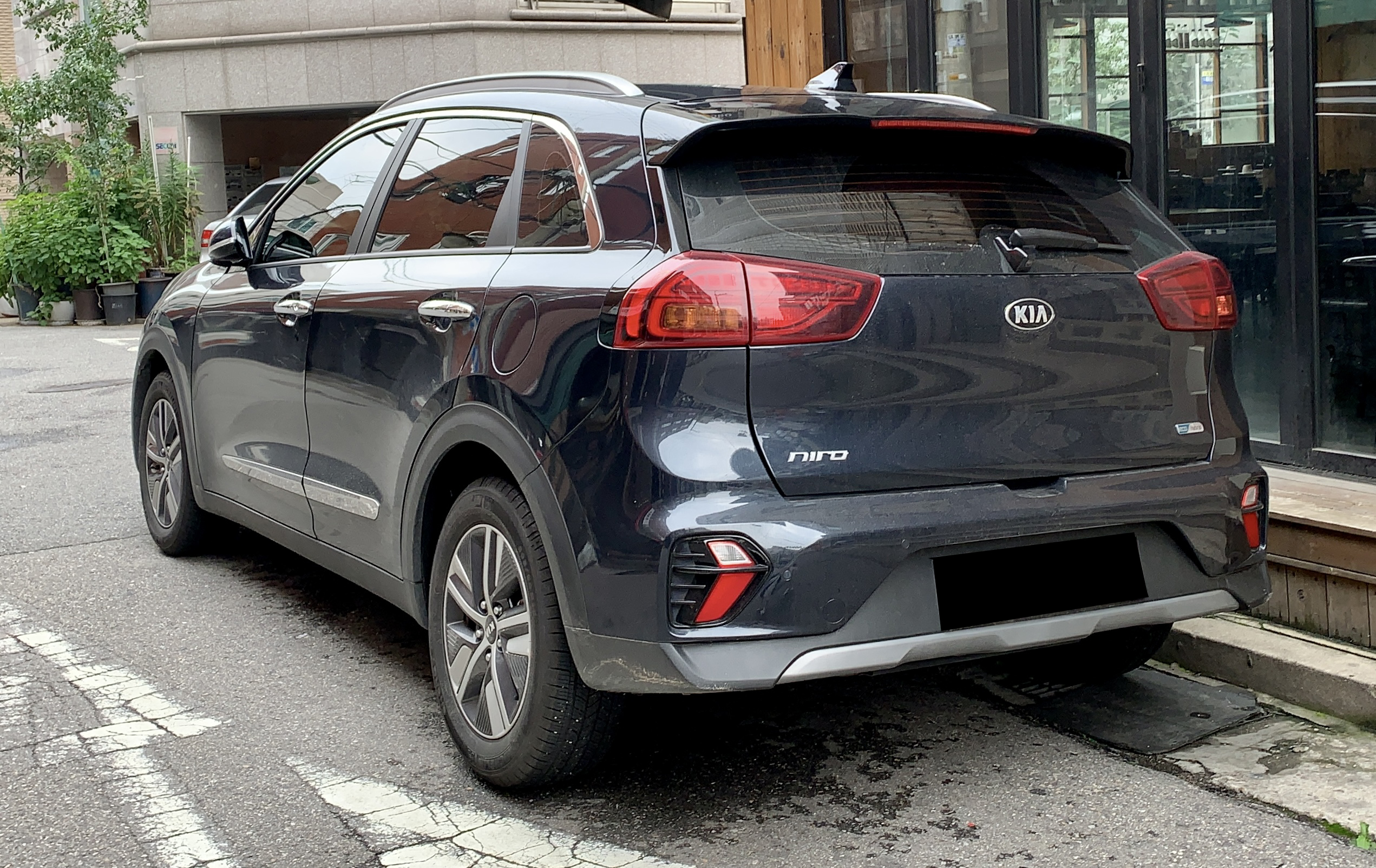
Kia Niro I – tył po liftingu

Kia Niro I została zaprezentowana po raz pierwszy w 2016 roku.
Studyjną zapowiedzią nowego kompaktowego crossovera w ofercie Kii był przedstawiony jesienią 2013 roku prototyp Kia Niro Concept.
Produkcyjna Kia Niro została zaprezentowana 2,5 roku później, mając swoją światową premier podczas targów motoryzacyjnych Chicago Auto Show 2016. Europejska prezentacja pojazdu odbyła się miesiąc później w ramach targów motoryzacyjnych w Genewie. Samochód przyjął postać kompaktowego crossovera. Kia Niro trafiła na rynek jako pierwszy w historii południowokoreańskiego producenta pojazd wyposażony w spalinowo-elektryczny, hybrydowy układ napędowy. Pod kątem technicznym, bliźniaczą płytę podłogową i taki sam układ napędowy wykorzystał pokrewny, osobowy model Hyundai Ioniq.
Nad stylizacją pojazdu, która stanowiła rozwinięcie koncepcji prototypu z 2013 roku, pracowały ośrodki projektowe w Kalifornii i Korei Południowej. Nadwozie pojazdu wykonane zostało ze stali oraz aluminium.

### Niro PHEV
Rok po premierze Kii Niro pierwszej generacji, w marcu 2017 roku na Geneva Motor Show przedstawiony został wariant napędzany większą baterią ładowaną z gniazdka umieszczonego w lewym przednim błotniku, która umożliwiła dłuższą jazdę na samej energii elektrycznej. Pojazd napędza 1,6-litrowy silnik benzynowy GDI, który razem z silnikiem elektrycznym rozwija 141 KM. 8,9 kWh bateria umożliwia przejechanie na jednym ładowaniu do 60 kilometrów.

### Lifting
W marcu 2019 roku podczas targów motoryzacyjnych w Genewie zaprezentowano Kię Niro pierwszej generacji po obszernej restylizacji. Pod kątem wizualnym, zmiany przeszedł pas przedni pojazdu, w którym zastosowane zostały nowe reflektory wykonane w technologii LED, a także światła do jazdy dziennej. Przestylizowany został też kształt zderzaków, a tylne lampy otrzymały nowe jednobarwne, czerwone klosze wykonane z diod LED.
Obszerny zakres zmian objął także kabinę pasażerską, gdzie producent zdecydował się wprowadzić nowy projekt deski rozdzielczej. Dominującym motywem został pas wykonany z lakieru fortepianowego, w który wkomponowano znacznie większy ekran systemu multimedialnego o przekątnej 10,25 cala. Nawiewy zostały umieszczone niżej, a ponadto wkomponowano nowy panel klimatyzacji i odświeżony projekt zegarów.

### Wersje wyposażeniowe
- M
- L
- XL

Standardowe wyposażenie podstawowej wersji M pojazdu obejmuje m.in.: 7 poduszek powietrznych, system ABS, BAS, ESS, ESC, HAC i VSM, system audio z 6 głośnikami, radiem MP3/CD/AUX i USB z kolorowym ekranem dotykowym o przekątnej 5 cali, elektryczne sterowanie szyb, wielofunkcyjną kierownicę, tempomat, światła do jazdy dziennej oraz tylne lampy wykonane w technologii LED, dwustrefową klimatyzację automatyczną z jonizatorem powietrza oraz systemem automatycznego odparowywania przedniej szyby, skórzaną kierownicę i gałkę dźwigni zmiany biegów oraz 16-calowe alufelgi i zamek centralny, a także system utrzymywania pojazdu na danym pasie ruchu (Kia Keep Lane Assist).
Bogatsza wersja L wyposażona jest dodatkowo m.in.: w czujniki cofania, elektryczne sterowanie lusterek z kierunkowskazami LED, system nawigacji satelitarnej z usługami TomTom i Android z 7-calowym ekranem dotykowym, fotochromatyczne lusterko wsteczne, czujniki deszczu. Najbogatsza wersja XL wyposażona jest dodatkowo w reflektory biksenonowe, czujniki parkowania, system audio JBL z 8-calowym ekranem systemu nawigacji satelitarnej, podgrzewaną kierownicę oraz przednie fotele, system bezkluczykowy oraz 18-calowe alufelgi, a także bezprzewodową, indukcyjną ładowarkę do telefonu.
W zależności od wersji wyposażeniowej pojazdu, auto opcjonalnie doposażyć można m.in.: w system autonomicznego hamowania z trzema trybami pracy, elektrycznie sterowane okno dachowe, skórzaną tapicerkę, wentylowane przednie fotele, autoalarm oraz system ratunkowy, który automatycznie rozpoznaje wypadek i wzywa na żądanie pomoc służb ratunkowych.

### Dane techniczne
Pojazd napędza hybrydowy układ napędowy, który składa się z czterocylindrowej, benzynowej jednostki napędowej z bezpośrednim wtryskiem paliwa pracującej w cyklu Atkinsona o pojemności 1,6 l GDI o mocy 105 KM i generującej 147 Nm momentu obrotowego, który współpracuje z silnikiem elektrycznym o mocy 47 KM (32 kW) oraz z akumulatorem litowo-jonowym o pojemności 1,56 kWh. Łączna moc hybrydowego układu napędowego wynosi 141 KM, a moment obrotowy przenoszony jest na przednią oś pojazdu za pomocą 6-biegowej dwusprzęgłowej przekładni DCT.
Silnik ten wyposażony został w system odzyskiwania ciepła spalin, który przyspiesza rozgrzewanie silnika poprzez przekierowanie płynu chłodniczego do wymiennika ciepła w układzie wydechowym.
| Silnik           | Pojemność skokowa [cm³] | Typ silnika      | Średnica x skok cylindra | Stopień sprężania | Moc maksymalna [KM] przy obr./min                                              | Maks. moment obrotowy [Nm] przy obr./min                       | Przyspieszenie 0–100 km/h [s] | Prędkość maks. [km/h]       |                  |
| Układ hybrydowy: | Układ hybrydowy:        | Układ hybrydowy: | Układ hybrydowy:         | Układ hybrydowy:  | Układ hybrydowy:                                                               | Układ hybrydowy:                                               | Układ hybrydowy:              | Układ hybrydowy:            | Układ hybrydowy: |
| ---------------- | ----------------------- | ---------------- | ------------------------ | ----------------- | ------------------------------------------------------------------------------ | -------------------------------------------------------------- | ----------------------------- | --------------------------- | ---------------- |
| 1.6 GDI          | 1600                    | R4 DOHC          | 72,00 × 97,00            | 13,0:1            | 105 (77)/5700 silnik elektryczny: 47 (32)/1798–2500 Łączna moc: 141 (104)/5700 | 147/4000 silnik elektryczny: 170/0–1798 Łącznie: 265/1000–2400 | 11,5                          | 162 silnik elektryczny: 120 |                  |

### Niro EV

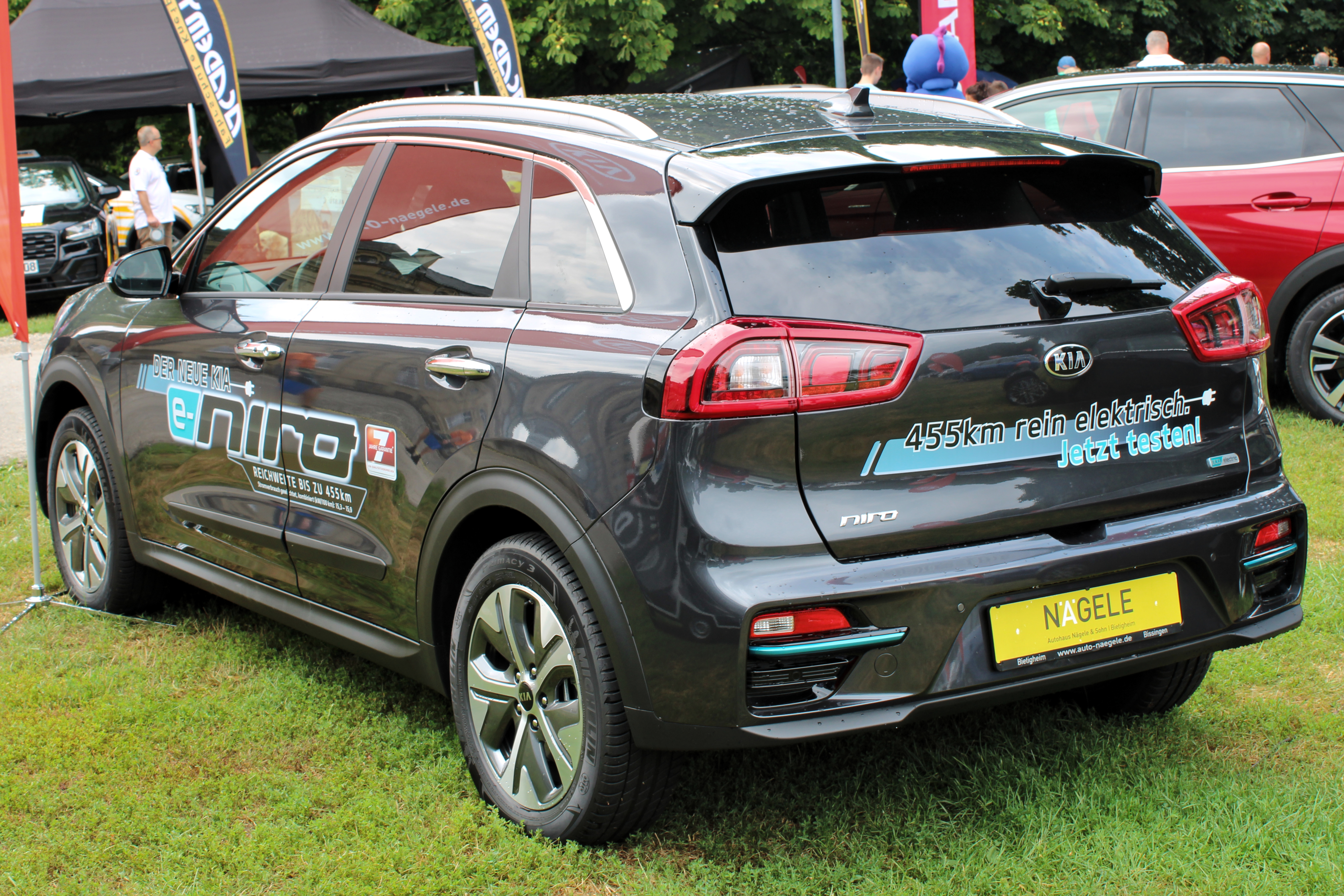
Kia e-Niro I – tył

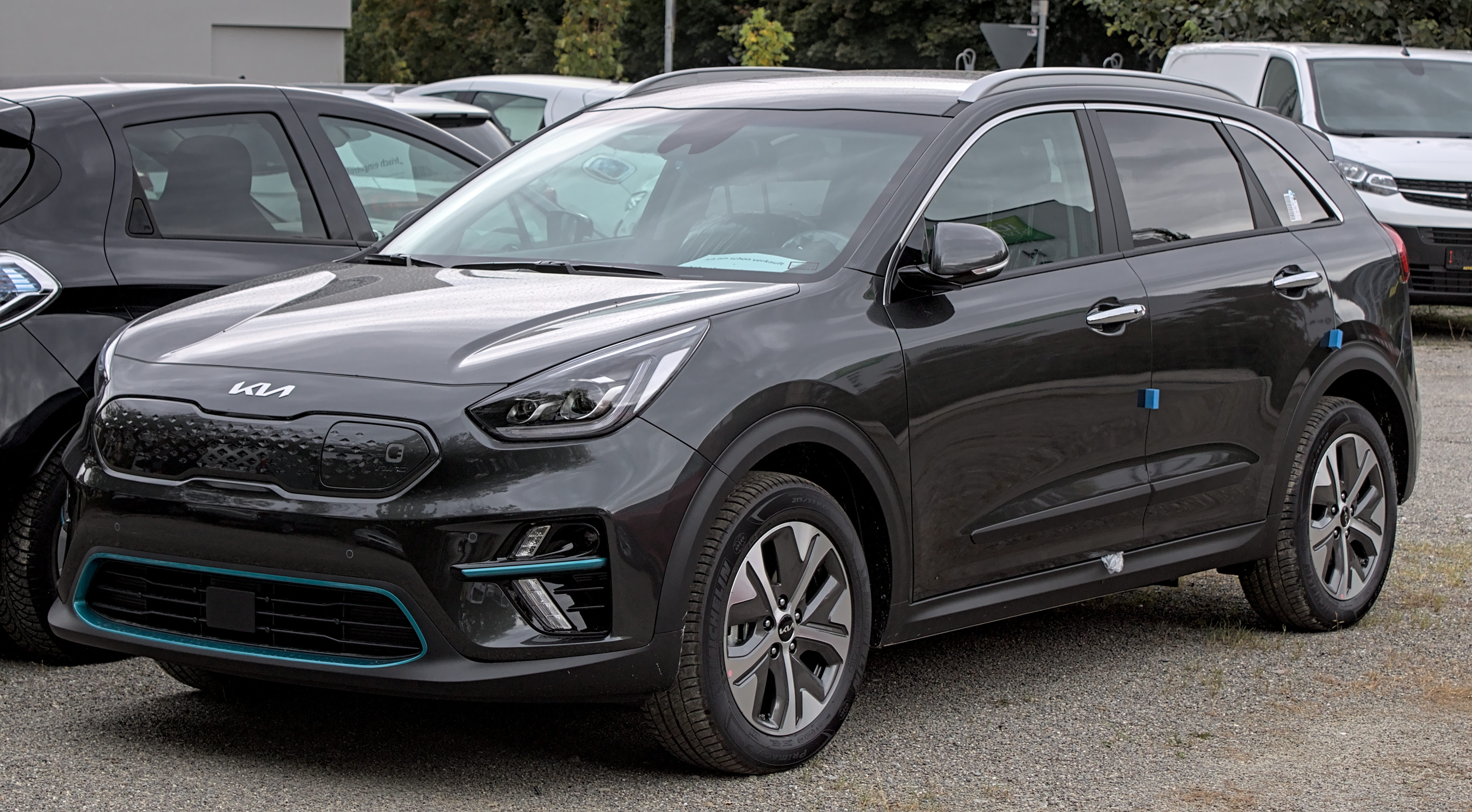
Kia e-Niro I po liftingu

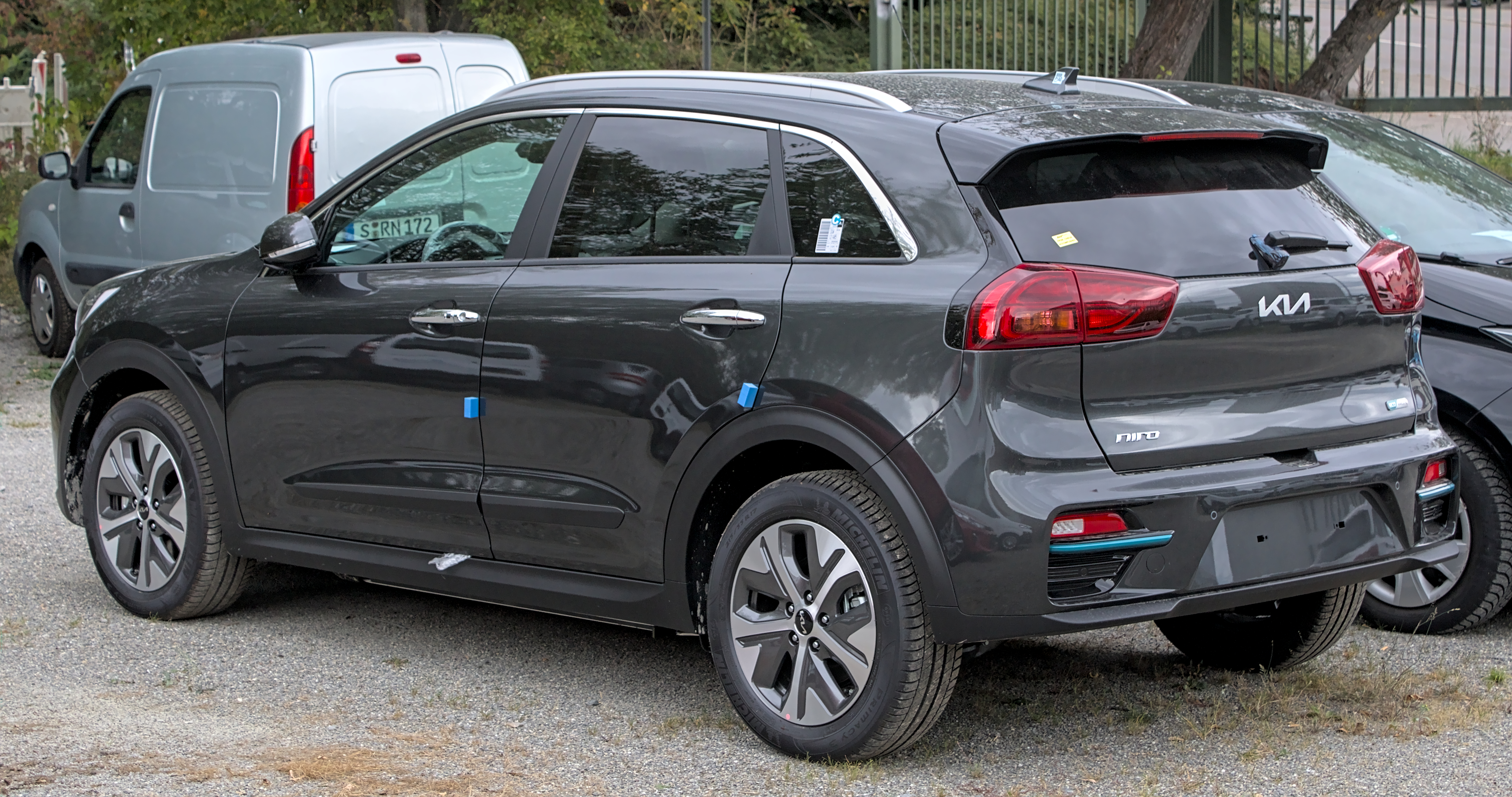
Kia e-Niro I – tył po liftingu

Kia Niro EV I została zaprezentowana po raz pierwszy w 2018 roku.
Dwa lata po debiucie Niro pierwszej generacji, Kia zdecydowała się poszerzyć gamę wariantów napędowych kompaktowego crossovera także o wariant elektryczny.
Samochód przeszedł obszerne modyfikacje pod kątem wizualnym, od spalinowo-elektrycznego wariantu odróżniając się zaślepką w kolorze nadwozia zamiast tradycyjnej atrapy chłodnicy, w którą wbudowano port do ładowania. Pojazd zyskał też inny wzór zderzaków, który rok później zaadaptowało podstawowe Niro po restylizacji. Różnicą, jaka pojawiła się w kabinie pasażerskiej, był mniej zabudowany tunel środkowy zwieńczony zadartym ku górze panelem z pokrętłem do wybierania trybów jazdy.

### Lifting
Po tym, jak w marcu 2019 roku Kia Niro I w wariancie hybrydowym i hybrydowym plug-in przeszła obszerną restylizację, modyfikacje objęły rok później także wariant elektryczny. Samochód otrzymał w ich ramach reflektory i tylne lampy wykonane w technologii LED, a także zaadaptował nowy projekt deski rozdzielczej z większym, 10,25-calowym ekranem dotykowym.

### Sprzedaż
Jako Kia Niro EV pojazd trafił do sprzedaży w Korei Południowej, wybranych rynkach azjatyckich, a także w Ameryce Północnej. Inną nazwę zdecydowano się nadać na rynku europejskim, gdzie pojazd oferowany jest jako Kia e-Niro.

### Dane techniczne
Elektryczna Kia Niro trafiła do sprzedaży w dwóch specyfikacjach technicznych. Podstawowa, o mocy 135 KM i z baterią o pojemności 39,2 kWh, według europejskiej normy WLTP umożliwia przejechanie na jednym zasięgu do 312 kilometrów. Przyśpieszenie od 0 do 100 km/h w tej konfiguracji zajmuje 9,8 sekundy.
Mocniejsza rozwija 204 KM mocy, a dzięki baterii o pojemności 64 kWh umożliwia przejechanie na jednym ładowaniu do 485 km w trybie mieszanym lub do 615 km w trybie miejskim w ramach normy pomiarowej WLTP. Topowa elektryczna Kia Niro osiąga 100 km/h po 7,8 sekundy.

### Niro Plus

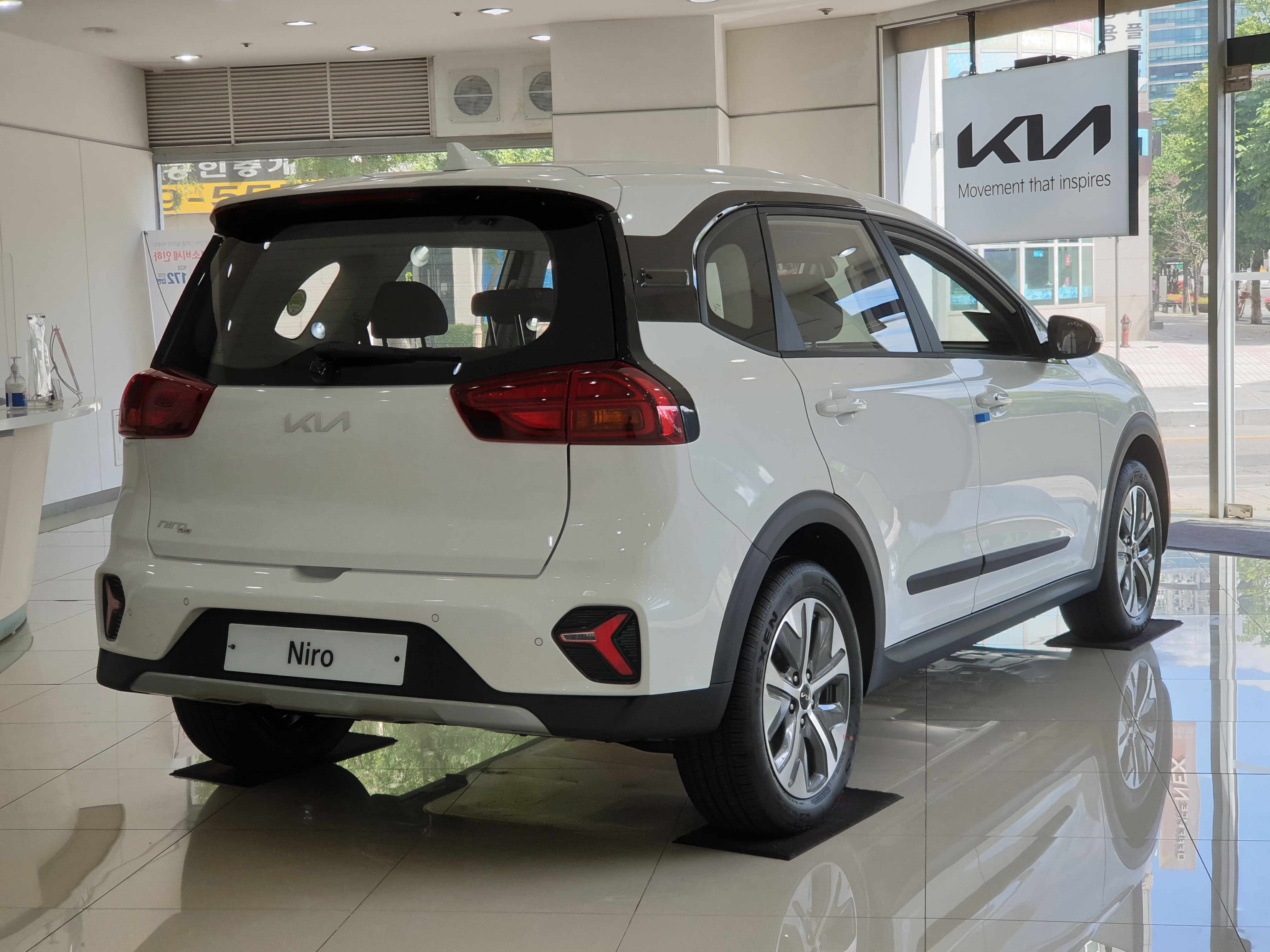
Kia Niro Plus – tył

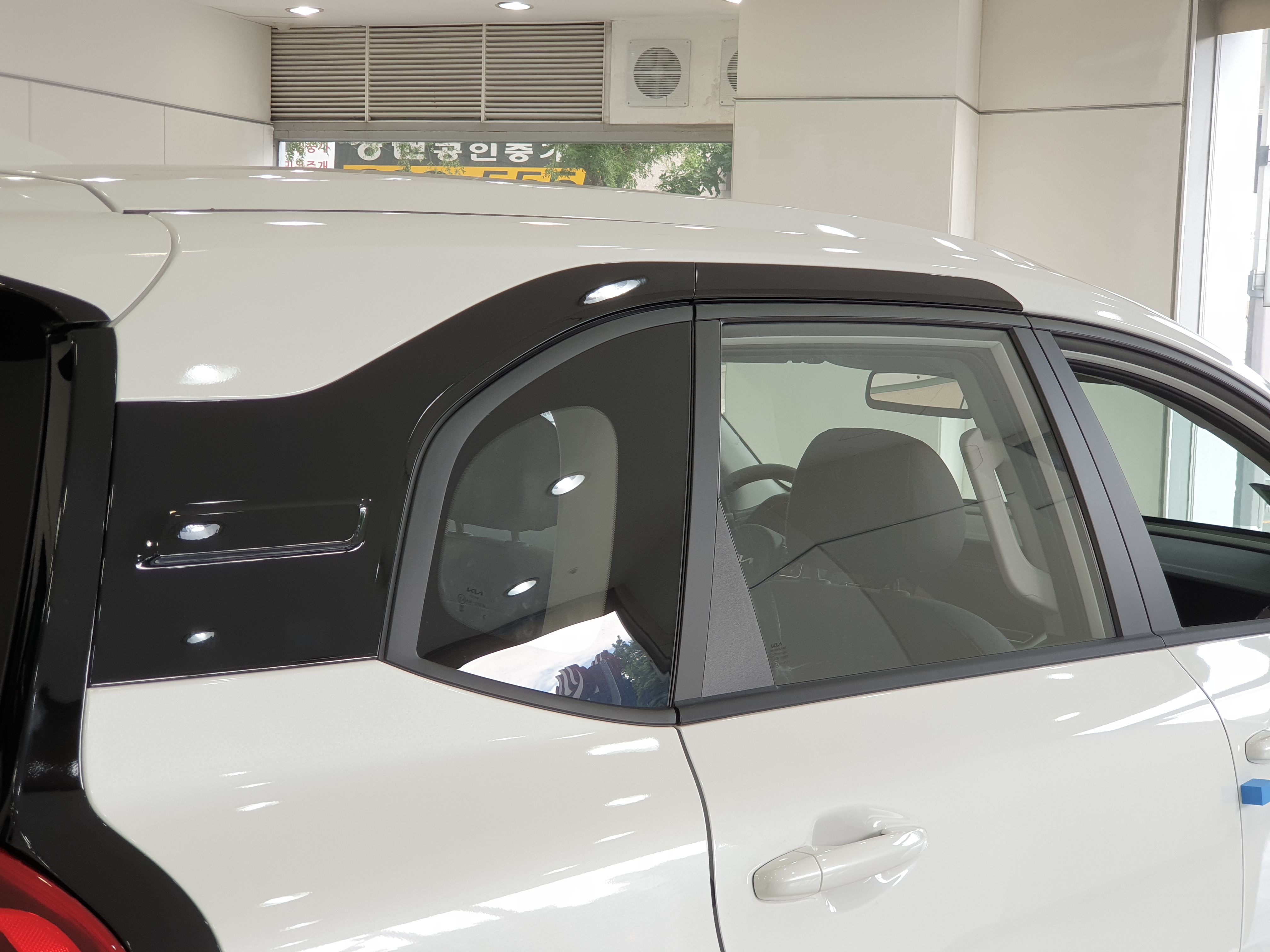
Kia Niro Plus – powiększone nadwozie

Kia Niro Plus została zaprezentowana po raz pierwszy w 2022 roku.
Choć wiosną 2022 rozpoczęła się produkcja zupełnie nowej, drugiej generacji Niro, Kia zdecydowała się pozostać także przy koncepcji dotychczasowego modelu, lecz w okrojonej i zmodyfikowanej formie. Pierwsze wcielenie Kii Niro EV posłużyło jako baza do opracowania tzw. pierwszego w historii firmy purpose built vehicle typu taksówka, czyli samochodu konstrukcyjnie przeznaczonego do komercyjnego stosowania przez korporacje taksówkarskie oraz przedsiębiorstwa specjalizujące się w przewozie osób.
Kia Niro Plus, w stosunku do pierwowzoru, zyskała nieznacznie zmodyfikowany przedni zderzak z trójramiennymi diodami LED. Wprowadzając konstrukcyjne modyfikacje producent skupił się na zmianie proporcji nadwozia w celu wygospodarowania przestronniejszego, drugiego rzędu siedzeń dla komfortowego podróżowania pasażerów. Samochód ma wyższy o 80 mm dach i dłuższy o 10 mm rozstaw osi, a także cieńsze boczki drzwi, dodatkowe uchwyty, stopień do wsiadania i haczyki. Funkcjonalności taksometru zostały zintegrowane z systemem multimedialnym.

### Sprzedaż
Niro Plus powstał z myślą o wyselekcjonowanych rynkach zbytu ograniczających się do państw z regionu Azji Wschodniej, na cele z potrzebami wewnętrznymi Korei Południowej. Początek sprzedaży wyznaczony został na drugą połowę 2022 roku, bez planów eksportowych do m.in. Europy.

### Dane techniczne
Pod kątem napędowym Kia Niro Plus jest samochodem bliźniaczym wobec dotychczas produkowanej pierwszej generacji modelu Niro EV. Pierwotnie przewidziano dostępność jedynie w wariancie elektrycznym, jednak docelowo planowana jest sprzedaż także w odmianie hybrydowej oraz hybrydowej typu plug-in – wzorem pierwszej generacji.

## Druga generacja

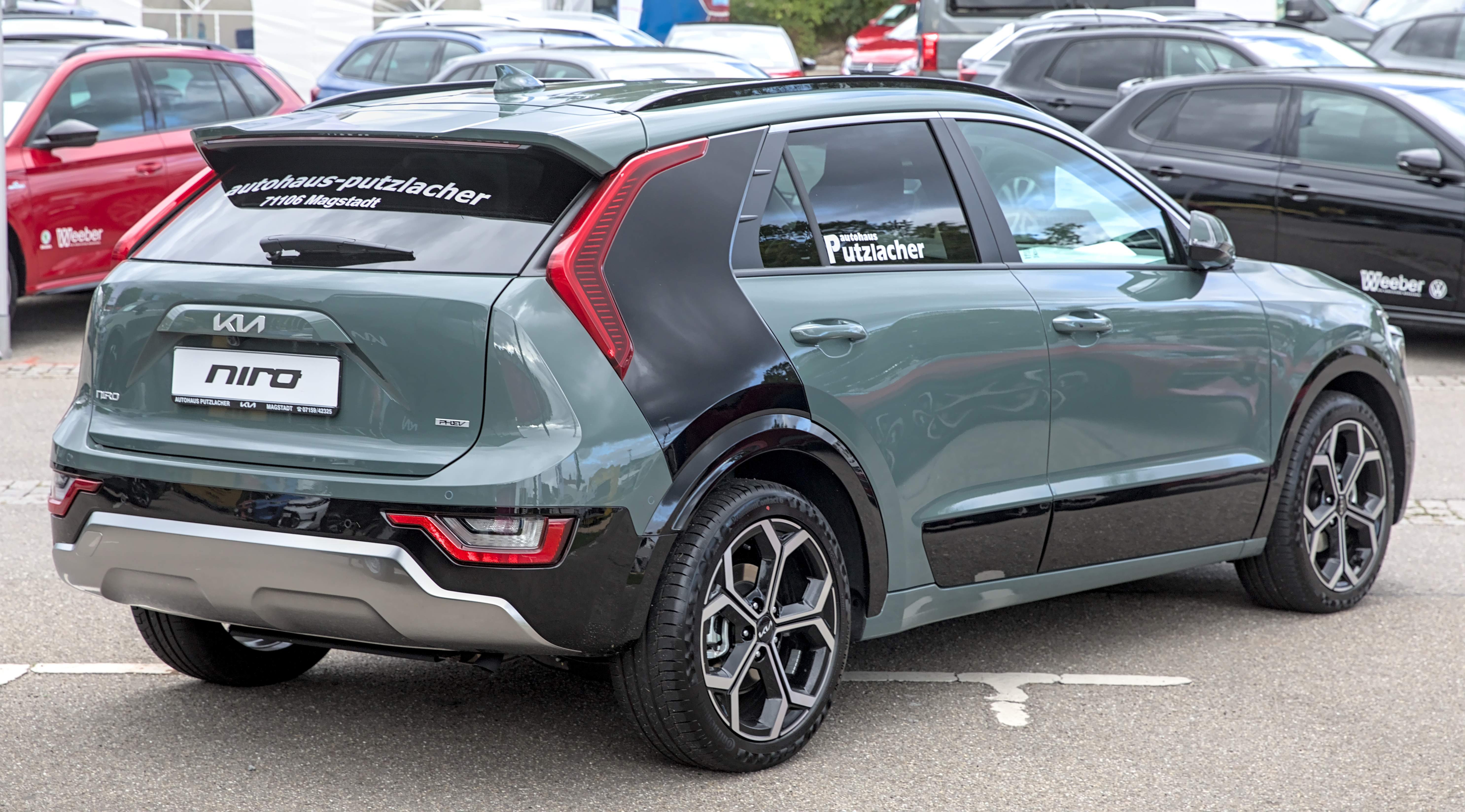
Kia Niro II PHEV – tył

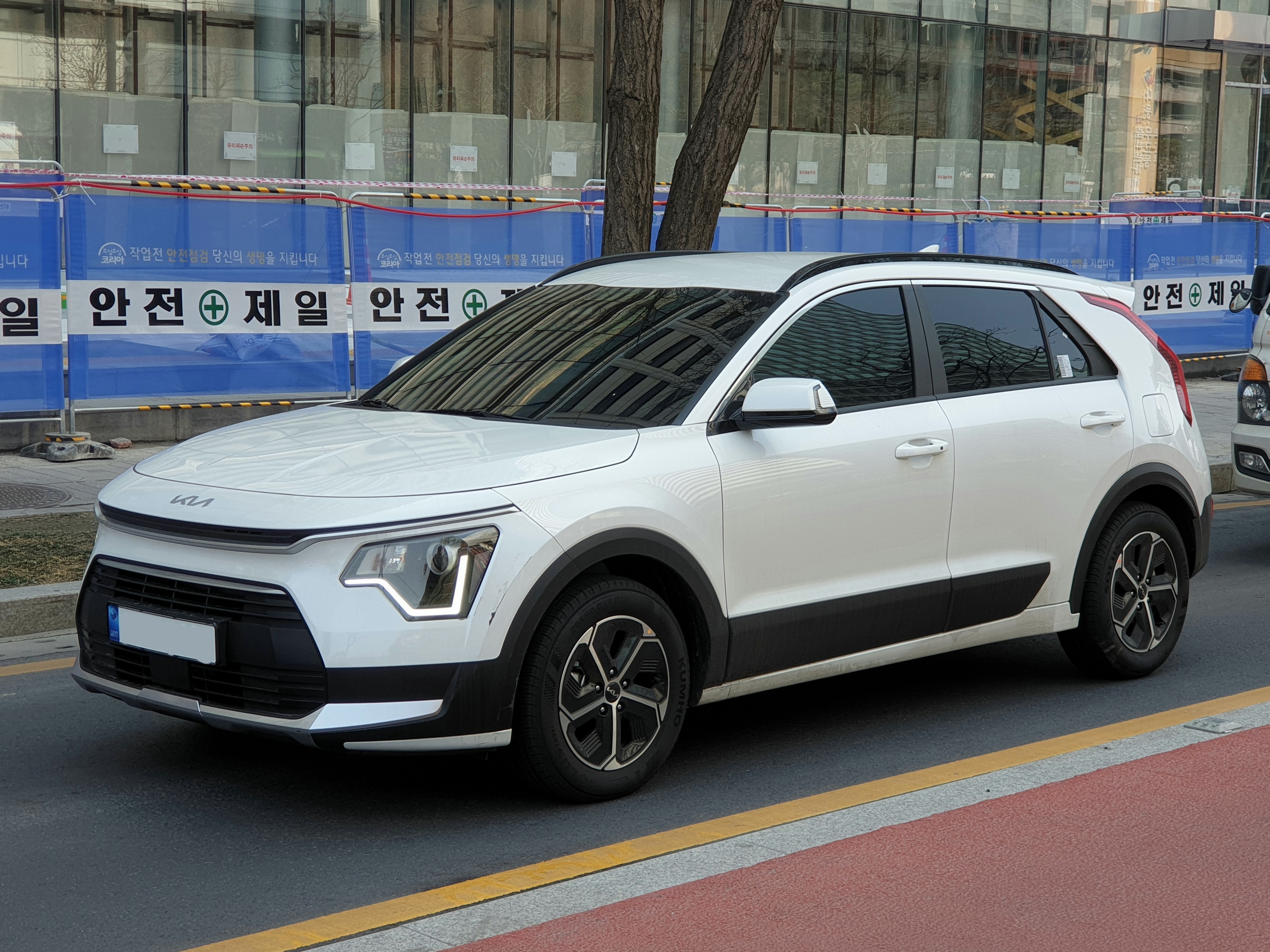
Kia Niro II LX

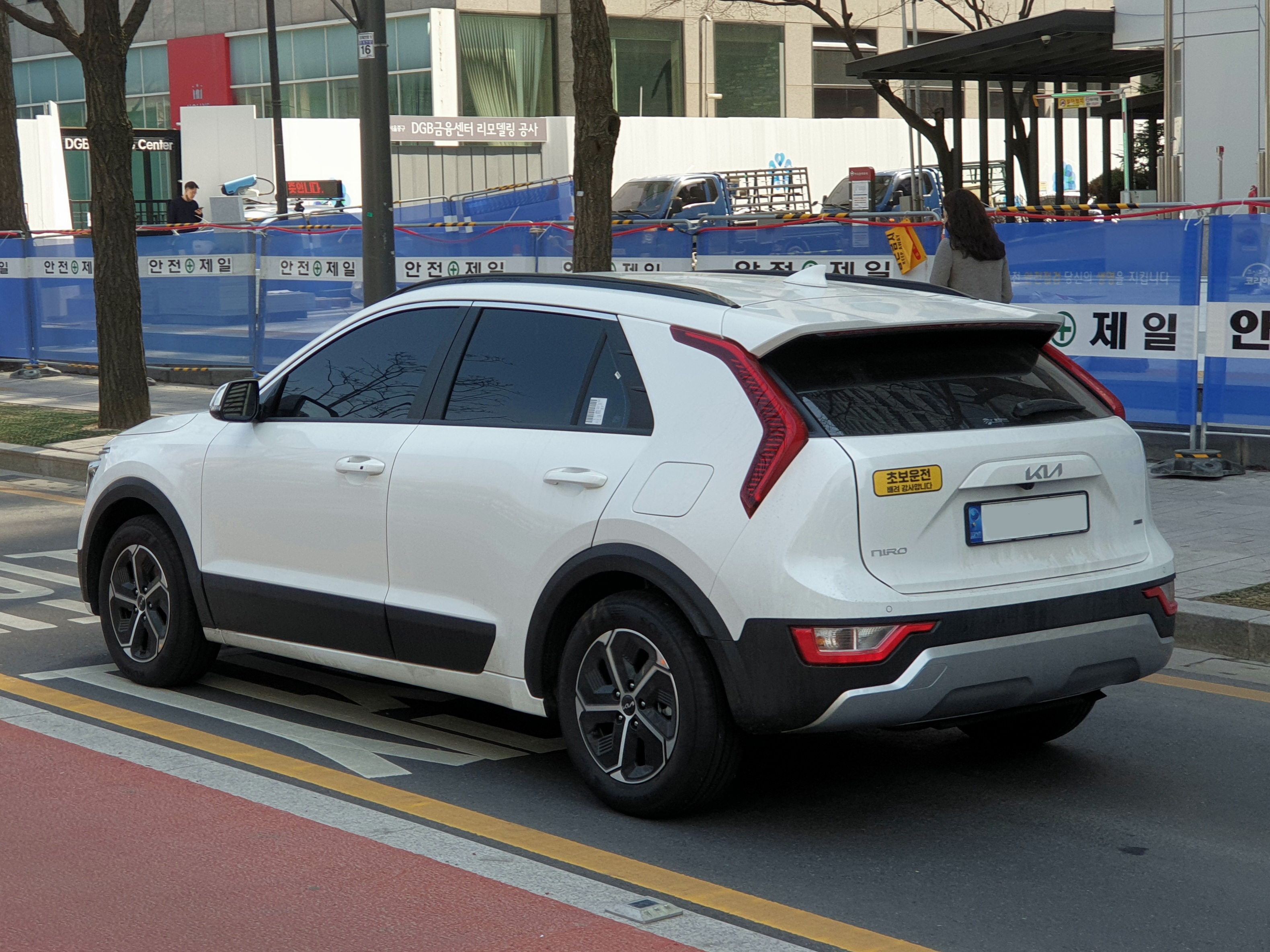
Kia Niro II LX – tył

Kia Niro II została zaprezentowana po raz pierwszy w 2021 roku.
Studyjną zapowiedzią zupełnie nowej, drugiej generacji Kii Niro był przedstawiony w kwietniu 2019 roku futurystycznie stylizowany prototyp Kia HabaNiro. Półtora roku później, w sierpniu 2020 roku udokumentowano pierwszy przedprodukcyjny egzemplarz produkcyjnego modelu pod postacią Kii Niro II, by wreszcie przedstawić samochód oficjalnie 15 miesięcy później podczas listopadowej wystawy Seoul Motor Show 2021.
Pod kątem wizualnym samochód rozwinął formułę poprzednika, zyskując jednakże znacznie bardziej awangardową stylizację nadwozia. Charakterystycznym elementem stały się obszerne, wielokształtne nisko umieszczone klosze reflektorów z wkomponowanym pasem diod LED w formie czterech kresek w kształcie wykresu EKG. Wlot powierza przyjął tym razem kształt nisko osadzonego trapezu, a typowy dla Kii motyw tygrysiego nosa tym razem umieszczono w plastikowej poprzeczce rozciągającej się na całej szerokości między maską a reflektorami. Awangardowym akcentem został charakterystycznie pomalowany słupek C, który inaczej niż reszta nadwozia pokryto ciemniejszym lakierem pociągniętym do dachu. Tylną część nadwozia przyozdobiły dwurzędowe lampy, na czele z górną, utrzymaną w motywie bumeranga.
Estetyka kabiny pasażerskiej została ściśle upodobniona do innych premier południowokoreańskiego producenta z 2021 roku, na czele z modelami Sportage i EV6. W ten sposób w Niro drugiej generacji znalazła się dwuramienna kierownica, tunel środkowy z pierścieniem do wyboru trybów jazdy, minimalistyczny układ konsoli centralnej i dwa ekrany o przekątnej po 10,25 cala, płynnie łączące funkcje wskaźników po lewej i centrum sterowania pojazdem z prawej. Przed pasażerem znalazło się oświetlenie ambientowe, a do wykończenia kabiny pasażerskiej wykorzystano materiały z recyklingu.

### Sprzedaż
Po debiucie w listopadzie 2021 roku, początek dostaw pierwszych egzemplarzy do nabywców został wyznaczony na trzeci kwartał 2022 roku. Podobnie jak poprzednik, Kia Niro drugiej generacji została skonstruowana jako samochód globalny. Poza Koreą Południową, Ameryką Północną oraz Europą, pojazd po raz pierwszy przeznaczony został także do sprzedaży w Australii.

### Dane techniczne
Podobnie jak poprzednik, Kia Niro drugiej generacji powstała w trzech wariantach napędowych: hybrydowym i hybrydowym typu plug-in, a także w pełni elektrycznym. Podstawowy wariant spalinowo-elektryczny rozwija moc maksymalną 140 KM i 265 Nm maksymalnego momentu obrotowego, z kolei wariant PHEV wyposażony jest w mocniejszy układ napędowy o mocy 183 KM, ale o takim samym maksymalnym momencie obrotowym 265 Nm. Ponadto, wariant plug-in może przejechać w trybie w pełni elektrycznym ok. 60 kilometrów na jednym ładowaniu.

### Niro EV

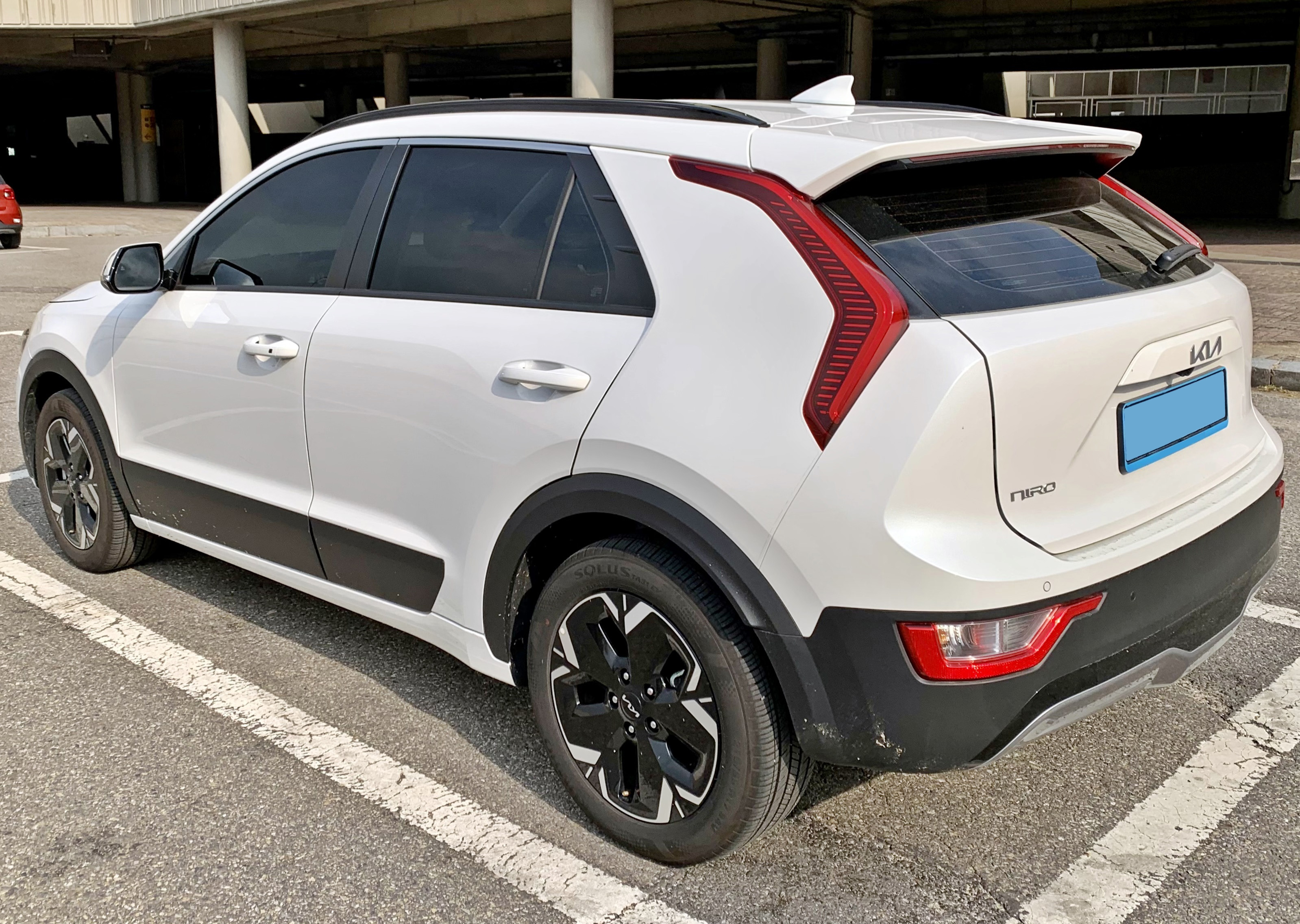
Kia Niro EV II – tył

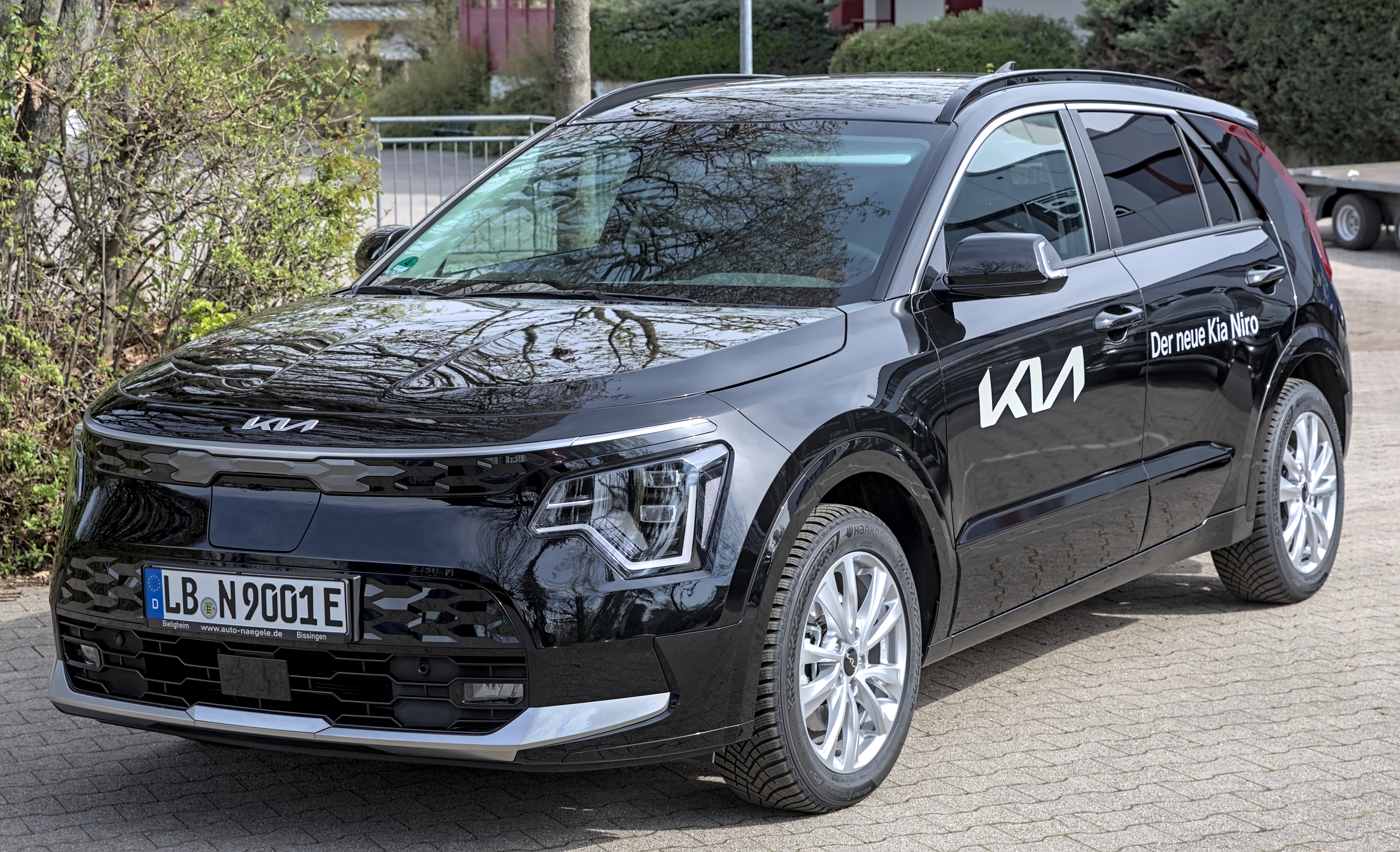
europejska Kia Niro EV II

Kia Niro EV II została zaprezentowana po raz pierwszy w 2021 roku.
W przeciwieństwie do przedstawionej w 2018 roku pierwszej generacji, druga generacja elektrycznej Kii Niro zadebiutowała tym razem równolegle z hybrydowymi wariantami na tych samych targach samochodowych Seoul Motor Show 2021.
Pod kątem wizualnym elektryczne Niro zyskało subtelniejsze różnice w stosunku do hybrydowego pierwowzoru. Poza brakiem rury wydechowej pozwalającej na wygospodarowanie płasko ściętego tylnego zderzaka, najwięcej różnic pojawiło się z przodu – centralny punkt zderzaka zajęła klapka wtyczki ładowania, z kolei dolny wlot powietrza zyskał bardziej zaokrąglony kształt.

### Sprzedaż
Podobnie jak warianty hybrydowe, początek sprzedaży elektrycznej Kii Niro drugiej generacji przewidziany został na rynkach europejskich, tym razem pod jednolitą globalną nazwą Niro EV, w trzecim kwartale 2022 roku. Pojazd będzie konstrukcją globalną, oferowaną także w rodzimej Korei Południowej, Ameryce Północnej czy Australii.

### Dane techniczne
Podobnie jak w przypadku poprzednika, elektryczna Kia Niro drugiej generacji przewidziana została w dwóch wariantach napędowych. Bazowa napędzana jest silnikiem elektrycznym o mocy 150 KM i maksymalnym momencie obrotowym 254 Nm, z kolei akumulator o pojemności 48 kWh pozwala na maksymalny zasięg 350 kilometrów na jednym ładowaniu. Topowa odmiana napędzana jest z kolei silnikiem o mocy 217 KM i 254 Nm maksymalnego momentu obrotowego, a większa bateria 64,5 kWh umożliwia zasięg na jednym ładowaniu do 460 kilometrów.